# Josephine Lalam
Josephine Joyce Lalam (* 12. November 2000 in Admunu-Agago) ist eine ugandische Leichtathletin, die sich auf den Speerwurf spezialisiert hat und auch im Diskuswurf an den Start geht.

## Sportliche Laufbahn
Erste internationale Erfahrungen sammelte Josephine Lalam bei den Commonwealth Youth Games 2017 in Nassau, bei denen sie mit einer Weite von 51,89 m mit dem leichteren Speer die Goldmedaille gewann. Im Jahr darauf nahm sie erstmals an den Commonwealth Games im australischen Gold Coast teil und wurde dort mit 48,92 m Achte. Im August gewann sie bei den Afrikameisterschaften in Asaba mit einem Wurf auf 51,33 m die Bronzemedaille hinter der Nigerianerin Kelechi Nwanaga und Jo-Ane van Dyk aus Südafrika. 2019 siegte sie bei den Juniorenafrikameisterschaften in Abidjan mit 49,78 m und wurde bei den Afrikaspielen in Rabat mit 53,39 m Vierte. 2022 gelangte sie bei den Afrikameisterschaften in Port Louis mit 49,11 m auf Rang fünf. Anschließend belegte sie auch bei den Islamic Solidarity Games in Konya mit 42,74 m und 51,11 m jeweils auf den fünften Platz im Diskus- und Speerwurf. 2024 gewann sie bei den Afrikaspielen in Accra mit 57,01 m die Bronzemedaille im Speerwurf hinter den Südafrikanerinnen Jo-Ane van Dyk und Jana van Schalkwyk. Im Juni sicherte sie sich bei den Afrikameisterschaften in Douala mit 53,57 m die Bronzemedaille hinter den Südafrikanerinnen van Dyk und Jana van Schalkwyk.
2019 wurde Lalam ugandische Meisterin im Speerwurf sowie 2019 und 2023 im Diskuswurf.

## Persönliche Bestleistungen
- Diskuswurf: 46,02 m, 22. Mai 2021 in Kampala (ugandischer Rekord)
- Speerwurf: 57,01 m, 20. März 2024 in Accra (ugandischer Rekord)